# Casanova (Oper)
Casanova ist eine komische Oper (Spieloper) in drei Akten von Albert Lortzing, der auch das Libretto schrieb. Literarische Vorlage war das französische Vaudeville Casanova au Fort St. André von  Charles Voirin, Étienne Arago und Armand Chapeau mit der Musik von Alexandre Pierre Joseph Doche.

## Aufführungen
Die Uraufführung fand am 31. Dezember 1841 am Stadttheater in Leipzig statt. Obwohl die Oper vom Publikum gut aufgenommen wurde, da sie geistreich und witzig ist und auch eine Prise Spott über den Adel, die Polizei und das reiche Bürgertum enthält, wurden weitere Aufführungen, genau aus diesem Grunde von dem derart parodierten Personenkreis behindert. Auch Lortzing selbst fiel zeitweise in Ungnade. Nur wenige Bühnen nahmen das Werk trotz seiner erfolgreichen Uraufführung in ihre Spielpläne auf, und es geriet in der Folgezeit mehr und mehr in Vergessenheit. Es wird auch heute meist nur anlässlich besonderer Gedenkjahre von Lortzing aufgeführt. Im Jahr 2010 wurde die Oper am Stadttheater Klagenfurt sowie in Neuzelle, Beeskow und Frankfurt (Oder) gespielt.

## Handlung
Johann Jacob Casanova de Seingalt, ein schneidiger Offizier löst eine starke Verwirrung unter der Bevölkerung der Insel Murano aus, da er auf der Festung St. André zu einem Duell antreten will. Das Auftreten dieses attraktiven Mannes und Herzensbrechers sorgt  in der Frauenwelt sogleich für Aufregung, insbesondere bei Bettina, der charmanten Tochter des Kerkermeisters Rocco. In der Folge ergeben sich diverse Verwicklungen, Verdächtigungen und Verhaftungen. Casanova interessiert sich auch für eine maskierte Dame, hinter der sich Rosaura, die Nichte des Festungskommandanten Busoni verbirgt. Da diese den reichen Venezianer Gambetto heiraten soll, wagt Casanova die Flucht aus der Gefangenschaft, um ihr nahe zu sein.